# السياسة العلمية للولايات المتحدة الأمريكية

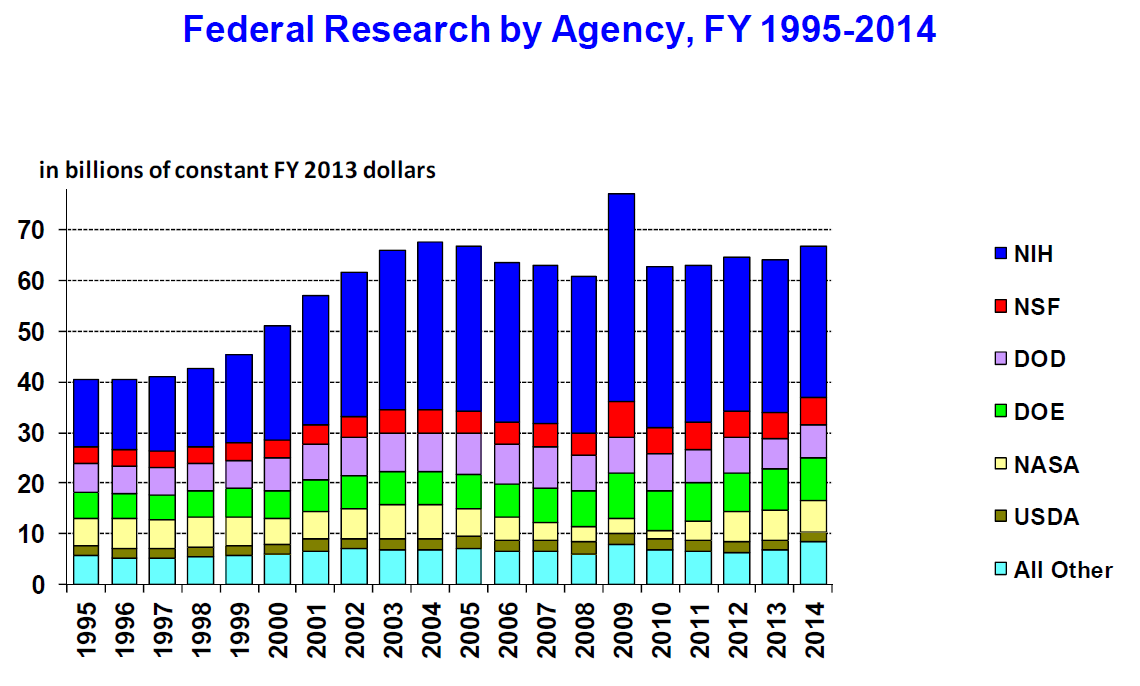
تمويل الحكومة الاتحادية للبحوث الأساسية والتطبيقية بحسب السنة. تعود الزيادة الحادة في عام 2009 إلى «قانون الانتعاش وإعادة الاستثمار الأمريكي» الذي صدر في ذلك العام. كون الصورة صادرة في عام 2013 فان الأرقام الخاصة بعام 2014 هي تمثل مستويات التمويل المطلوبة.

تُعد السياسة العلمية في الولايات المتحدة الأمريكية من مسؤولية العديد من الهيئات المتناثرة في مختلف مؤسسات الحكومة الاتحادية للولايات المتحدة الأمريكية. يُحدَّد الجزء الأكبر من التوجهات العلمية الكبرى من خلال العملية التشريعية لإقرار الميزانية الاتحادية السنوية، إذ يُخصص عبرها التمويل اللازم للبحث العلمي بشقيه الأساسي والتطبيقي. إلى جانب ذلك، تُناقش قضايا تشريعية خاصة بالعلوم، مثل سياسات الطاقة، وتغير المناخ، وأبحاث الخلايا الجذعية. أما على المستوى التنفيذي، فتتولى الوكالات الاتحادية المختلفة التصرف في التمويل الذي يقرره الكونغرس الأمريكي وذلك إما بإنجاز البحوث داخل مؤسساتها، أو من خلال تقديم منح مالية للهيئات البحثية الخارجية والعلماء المستقلين.
في مطلع الولاية الرئاسية الثانية لدونالد ترامب عام 2025، بادر رئيس وزارة كفاءة الحكومة، إيلون ماسك، إلى تنفيذ عملية إعادة هيكلة سريعة للبنية التحتية العلمية الاتحادية، أسفرت عن إقالة آلاف الموظفين، ولا سيما أولئك العاملين في مجالات الصحة العامة وأبحاث المناخ، بما في ذلك خبراء الأرصاد الجوية في الإدارة الوطنية للمحيطات والغلاف الجوي.
تفقد الولايات المتحدة ريادتها في معظم التقنيات الحيوية لصالح الصين، وذلك بحسب ما أفاد به معهد السياسة الاستراتيجية الأسترالي.
خصصت الولايات المتحدة نسبة 2.8% من ناتجها المحلي الإجمالي للبحث والتطوير في عام 2012. ساهم القطاع الخاص بما يعادل ثلثي هذا المجموع. حدَّدت إدارة أوباما هدفًا يتمثل في الوصول إلى نسبة 3% بحلول نهاية فترة رئاسته في عام 2016. 

## تشريع السياسة العلمية
في كونغرس الولايات المتحدة، تتولى عدة لجان برلمانية الإشراف على التشريعات المتعلقة بسياسة العلوم، أبرزها لجنة العلوم والتقانة في مجلس النواب ولجنة التجارة والعلوم والنقل في مجلس الشيوخ، إلى جانب اللجان الفرعية التابعة لهما. تشرف هذه اللجان على مختلف الوكالات الاتحادية المعنية بتمويل البحث العلمي, وقد تخضعت بعض الوكالات لإشراف أكثر من لجنة واحدة، كما هو الحال مع وكالة حماية البيئة الأمريكية. 
شهد عدد أعضاء الكونغرس الأمريكي وغيرهم من السياسيين ممن يمتلكون خلفيات في مجالات العلوم والهندسة والتقانة ازدياداً ملحوظاً في السنوات الأخيرة، حيث سجّل الكونغرس السادس عشر بعد المئة رقماً قياسياً بوجود 47 عضواً من أصل 535 لديهم خلفيات في مجالات العلوم والتقانة والهندسة والرياضيات.  بسبب محدودية التخصصات العلمية لدى معظم السياسيين الأمريكيين، فإنهم غالباً ما يعتمدون على عدد من الهيئات الداعمة للكونغرس للحصول على تحليلات متصلة بالقضايا العلمية. لا تقتصر مهام هذه الهيئات على العلوم وحدها، بل توفر تحليلات ومعطيات تمكّن الكونغرس من اتخاذ قراراته في ما يتعلق بالمسائل العلمية. تمتاز هذه الهيئات بكونها مستقلة عن الانتماءات الحزبية، وتقدّم تقارير موضوعية استجابةً لطلبات أعضاء الكونغرس. ومن أبرزها: خدمة البحوث البرلمانية، ومكتب محاسبة الحكومة، ومكتب الموازنة البرلمانية.  في السابق، كان مكتب تقييم التقانة يؤدي دوراً محورياً في تزويد أعضاء الكونغرس ولجانه بتحليلات محايدة للقضايا العلمية والتقانية، غير أن هذا المكتب أُلغي إثر ما عُرف بالثورة الجمهورية سنة 1994.
كما تُقدَّم المشورة الإضافية من قِبل هيئات خارج الإطار الحكومي، مثل الأكاديميات الوطنية للعلوم التي أنشأتها الحكومة الاتحادية وتُموَّل في معظمها منها،  ومؤسسة راند ، فضلاً عن المنظمات غير الربحية الأخرى مثل الجمعية الأمريكية لتقدم العلوم والجمعية الكيميائية الأمريكية وغيرها.

منذ ستينيات القرن العشرين، أخذت الشركات الخاصة في الولايات المتحدة تساهم بنسبة متزايدة في تمويل البحث والتطوير، وذلك مع تراجع التمويل الاتحادي المباشر.

## السياسة العلمية في الولايات المختلفة

### مبادرات حكومات الولايات
هناك عدد من الوكالات على مستوى الولايات والحكومات المحلية تُعنى بسياسات علمية خاصة بكل ولاية، وتقدم تمويلاً إضافياً، من أبرزها معهد كاليفورنيا للطب التجديدي ومعهد تكساس للوقاية من السرطان وأبحاثه.

### إجمالي الإنفاق البحثي في الولايات

مساهمة كل ولاية في البحث العلمي في الولايات المتحدة لعام 2010، من حيث التمويل (القطاعان العام والخاص) وعدد الوظائف في مجالي العلوم والهندسة. المصدر: الشكل رقم 5.6 من تقرير اليونسكو للعلوم: نحو عام 2030، مستنداً إلى بيانات من المؤسسة الوطنية للعلوم.

يختلف مستوى الإنفاق على البحث العلمي بشكل كبير بين الولايات المختلفة. ففي عام 2010، خصصت ست ولايات (نيومكسيكو، ماريلند، ماساتشوستس، واشنطن، كاليفورنيا وميشيغان) نسبة 3.9% أو أكثر من ناتجها المحلي الإجمالي للبحث والتطوير، مما جعلها تسهم مجتمعة بنسبة 42% من إجمالي الإنفاق الوطني على البحث العلمي. 

## التاريخ
كان جيمس كيليان الابن أول مستشار للرئيس الأمريكي لشؤون العلم والتقانة، عينه الرئيس دوايت أيزنهاور عام 1958، عقب صدمة إطلاق القمر الصناعي سبوتنك التي أوجدت حالة من الاستعجال لدى الحكومة لدعم العلم والتعليم. أدرك دوايت أيزنهاور حينها أنه إذا أراد الأمريكيون أن يظلوا في مقدمة العالم في مجالات التقدم العلمي والتقني والعسكري، فعلى الحكومة أن توفر الدعم اللازم. بعد الحرب العالمية الثانية، بدأت الحكومة الأمريكية رسميًا في تقديم الدعم للبحث العلمي ووضع الهيكل العام الذي تُدار من خلاله العلوم في الولايات المتحدة.  تم وضع الأساس لسياسة العلوم الأمريكية الحديثة في كتاب فانيفار بوش "العلم - الحدود التي لا تنتهي"، المقدم إلى الرئيس هاري ترومان عام 1945. كان فانيفار بوش مستشار العلوم للرئيس روزفلت، وأصبح من أكثر المستشارين نفوذاً في هذا المجال، حيث أسس في مقاله كيفية اتخاذ القرارات المتعلقة بسياسة العلم في العصر الحالي.  لقد قدم توصيات لتحسين ثلاثة مجالات رئيسية وهي: الأمن الوطني، والصحة، والاقتصاد، وهي ذات المجالات التي لا تزال تُشكل المحاور الأساسية للسياسة العلمية اليوم.

### إنشاء مؤسسة العلوم الوطنية
بدأت فكرة إنشاء مؤسسة العلوم الوطنية، التي أُنشئت فعليًا في عام 1950، كمحور جدلي منذ عام 1942 بين المهندس ومدير الشؤون العلمية فانيفار بوش عضو مجلس الشيوخ هارلي إم. كيلغور (ديمقراطي من ولاية فرجينيا الغربية)، الذي كان مهتمًا بتنظيم البحث العسكري. قدم عضو مجلس الشيوخ هارلي إم. كيلغور سلسلة من مشاريع القوانين إلى الكونغرس في الفترة من 1942 إلى 1945، كان أبرزها مشروع عام 1944 الذي يشبه إلى حد كبير مشروع تأسيس مؤسسة العلوم الوطنية، والذي نص على إنشاء هيئة مستقلة يتركز عملها على دعم البحث العلمي الأساسي والتطبيقي في زمن السلم، بالإضافة إلى التدريب العلمي والتعليم. من التفاصيل التي وردت في المشروع أن يتألف مجلس الإدارة من العلماء والخبراء التقنيين وأعضاء من الجمهور. كما تنص الوثيقة على أن الحكومة تمتلك الملكية الفكرية الناتجة عن البحوث الممولة اتحاديًا، وأن يتم توزيع التمويل بناءً على الموقع الجغرافي وليس الكفاءة. رغم أن فانيفار بوش وهارلي إم. كيلغور كانا مؤيدين للدعم الحكومي للعلم، إلا أن الخلاف الفكري بينهما كان قائمًا حول تفاصيل كيفية تنفيذ هذا الدعم. ففي حين أن فانيفار بوش كان يفضل أن يتألف مجلس الإدارة من العلماء فقط دون تدخل الجمهور، فإن التشريع الذي أقره الكونغرس لإنشاء المؤسسة أزال العديد من أفكار فانيفار بوش.